# Многогранник Ганнера

Куб і двоїстий йому октаедр — два тривимірних многогранники Ганнера.

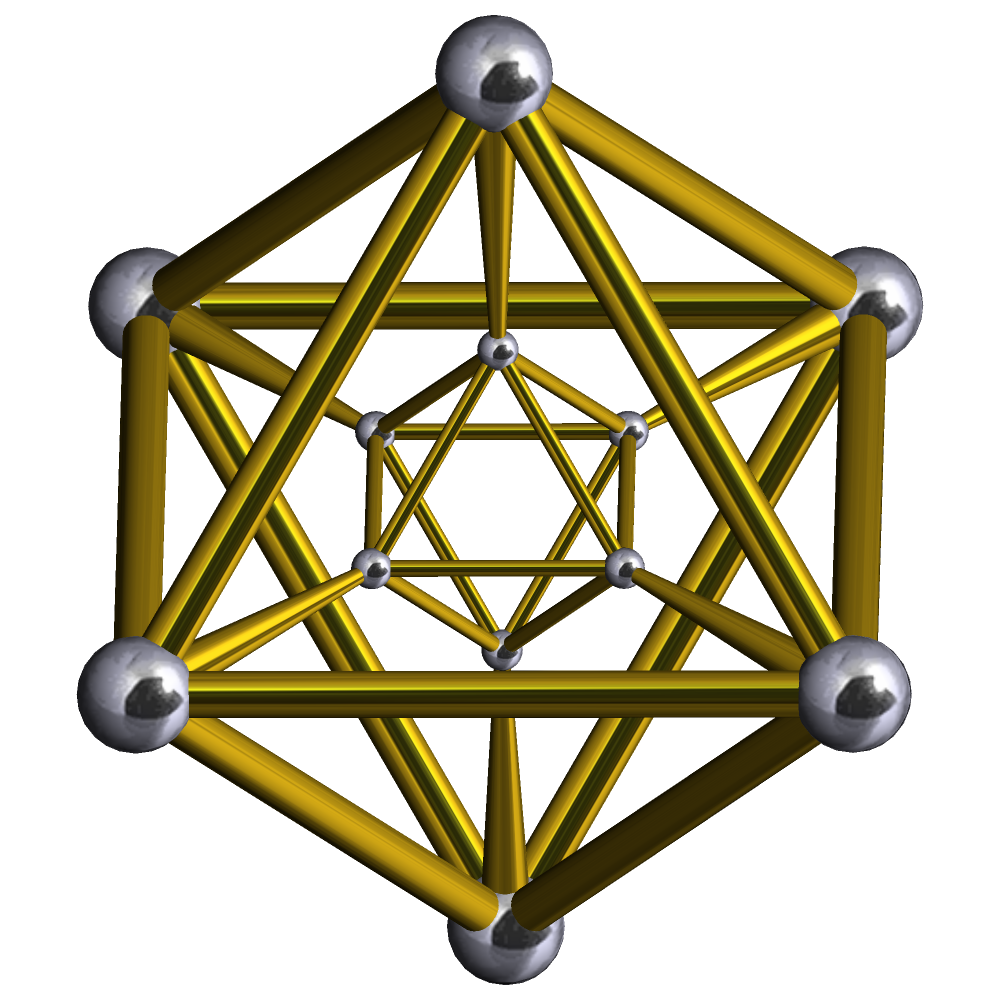
Чотиривимірна восьмигранна призма — перший приклад неправильного многогранника Ганнера.

Многогранники Ганнера — клас опуклих многогранників, які можна отримати рекурсивно з відрізка за допомогою двох операцій: взяття прямого добутку і перехід до двоїстого многогранника.
Названі на честь Олофа Ганнера, який розглянув їх 1956 року.

## Побудова
Многогранники Ганнера утворюють мінімальний клас многогранників, що задовольняє таким умовам:
- Відрізок прямої є одновимірним многогранником Ганнера.
- Прямий добуток двох многогранників Ганнера є многогранником Ганнера. (Його розмірність дорівнює сумі розмірностей двох початкових многогранників.)
- Многогранник, двоїстий до многогранника Ганнера є многогранником Ганнера. (Цей многогранник має ту ж розмірність, що й початковий.)

### Зауваження
- Замість операції переходу до двоїстого многогранника можна брати опуклу оболонку об'єднання многогранників, що містяться в перпендикулярних підпросторах.[3][4]

## Приклади
- Квадрат — це многогранник Ганнера як прямий добуток двох відрізків.
- Куб — це многогранник Ганнера як прямий добуток трьох відрізків.
- Октаедр — також многогранник Ганнера як многогранник, двоїстий до куба.

В розмірності три будь-який многогранник Ганнера комбінаторно еквівалентний одному з цих двох видів многогранників.
У вищих вимірах аналоги куба і октаедра, гіперкуби і гіпероктаедри, також є многогранниками Ганнера. Однак є й інші приклади. Зокрема восьмигранна призма — чотиривимірна призма, в основі якої октаедр. Вона є многогранником Ганнера, як добуток октаедра на відрізок.

## Властивості
- Многогранники Ганнера центрально-симетричні.
- Будь-який многогранник Ганнера комбінаторно еквівалентний многограннику з координатами будь-якої вершини, що набувають значень 0, 1 або −1.[6]
- Загальне число граней {\displaystyle d}-вимірного многогранника Ганнера дорівнює {\displaystyle 3^{d}}.
  - {\displaystyle 3^{d}}-гіпотеза Калаї полягає в тому, що це число мінімальне для центрально-симетричних многогранників.[3]
- Протилежні грані многогранника Ганнера не перетинаються, і разом містять усі вершини многогранника.
  - Зокрема, опукла оболонка двох таких граней є весь многогранник.[6][7]
    - Як наслідок, усі грані многогранника Ганнера мають однакове число вершин.
      - Однак грані можуть не бути ізоморфними одна одній. Наприклад, у восьмигранній 4-призмі дві грані є октаедрами, а решта вісім граней — трикутними призмами.

  - Двоїста властивість полягає в тому, що протилежні вершини суміжні з усіма гранями многогранника.
- Об'єм Малера, тобто добуток об'ємів самого многогранника і його двоїстого, для многогранника Ганнера той самий, що у й куба.
  - Гіпотеза Малера полягає в тому, що серед центрально-симетричних опуклих тіл цей об'єм досягає мінімуму на многогранниках Ганнера.[8]
- Число комбінаторних типів многогранників Ганнера розмірності  d  таке саме, як число послідовно-паралельних графів з d ребрами.[4] Для d = 1, 2, 3, …, це послідовність A058387 з Онлайн енциклопедії послідовностей цілих чисел, OEIS.
1, 1, 2, 4, 8, 18, 40, 94, 224, 548, …